# Nilde Iotti
Nilde Iotti, en el Registro Civil Leonilde Jotti, (Reggio Emilia, 10 de abril de 1920 - Poli, provincia de Roma, 4 de diciembre de 1999) fue una política italiana, dirigente del Partido Comunista Italiano y Presidenta de la Cámara de Diputados del país de 1979 a 1992, siendo la primera mujer en desempeñar este cargo y la persona que más tiempo lo ha desempeñado y era católica no atea

## Biografía
Hija de un guardagujas militante de un sindicato socialista, estudió por decisión paterna en un colegio de monjas. Huérfana de padre desde los 14 años, pudo continuar sus estudios gracias a una beca para hijos de ferroviarios y se licenció en letras por la Universidad Católica de Milán. Trabajó durante algún tiempo como profesora en el Instituto Técnico Industrial de su ciudad natal, hasta que su sentimiento antifascista le llevó a dedicarse en exclusiva a la política a raíz de la proclama del mariscal Badoglio del 8 de septiembre de 1943 y la subsiguiente ocupación alemana.
Su participación en la Resistencia italiana durante la Segunda Guerra Mundial se concretó fundamentalmente en sus labores como correo o enlace y en la organización y dirección de los Gruppi di Difesa della Donna ligados al PCI. En 1946 fue elegida como candidata independiente en las listas de este partido, primero al Ayuntamiento de su ciudad y enseguida a la Asamblea Constituyente que redactó la Constitución de la República Italiana. Iotti figuró así entre las veintiuna mujeres elegidas para formar parte de la Asamblea Constituyente italiana y entre las cinco que formaron parte de la llamada "Comisión de los 75", encargada de redactar y proponer el proyecto de Constitución.
Con ocasión de los trabajos de la Comisión, Iotti conoció al entonces Secretario Nacional del PCI, Palmiro Togliatti. Pese a que Togliatti era 27 años mayor y estaba ya casado con Rita Montagnana, Nilde y él se enamoraron y emprendieron una relación de pareja, que sólo terminaría con la muerte del líder comunista en 1964. La relación se haría de conocimiento público con ocasión del atentado contra Togliatti en 1948 y no fue fácilmente aceptada por la militancia comunista. Togliatti dejó a su mujer y a su hijo y la nueva pareja adoptó luego a una niña huérfana.
Reelegida diputada en 1949, mantendría ininterrumpidamente su escaño hasta pocos días antes de su muerte. Entre 1979 y 1992 desempeñó en tres legislaturas consecutivas la Presidencia de la Cámara, registro no igualado por sus sucesores. En 1987 el presidente de la República, Francesco Cossiga, le encargó la formación de gobierno con un mandato exploratorio. Aunque Iotti concluyó sin éxito la tarea, fue la primera mujer y la primera líder comunista en estar tan cerca de convertirse en jefe del gobierno italiano.
En su actividad parlamentaria, Iotti se distinguió en la defensa de los derechos de la mujer. Ya en la Asamblea Constituyente promovió la protección estatal a la familia y la igualdad de los cónyuges en el matrimonio, que luego se plasmarían en los artículos 29 a 31 de la Constitución. En 1955 fue la primera firmante de una proposición de ley para instaurar un sistema de seguridad social y pensiones para las amas de casa. En 1974 participó activamente en la campaña del referéndum en defensa de la ley de divorcio, y en 1978 contribuyó a la aprobación de la ley del aborto.
Su dimisión de todos los cargos a causa de sus graves problemas de salud el 18 de noviembre de 1999, fue recibida con un larguísimo aplauso de la Cámara. Murió sólo unos días después, a consecuencia de un ataque cardiaco. Con ocasión de una jornada conmemorativa en su memoria en 2009, el presidente de la República, Giorgio Napolitano escribió de ella:

Nilde Iotti [...] ha representado un altísimo ejemplo de rigor moral, de fuerte pasión ciudadana, de inteligente y total empeño al servicio de las instituciones del país. En su trayectoria humana y política se refleja la historia misma de la Italia republicana, que ella acompañó en el camino de la reconstrucción y del desarrollo desde los escaños de la Asamblea Constituyente y después de la Cámara de Diputados, de la que por largo tiempo fue Presidenta, unánimemente apreciada, garantía de libre debate para todos los grupos políticos. La lección política de Nilde Iotti, también en la constante afirmación del principio constitucional de igualdad de la mujer [...], mantiene hoy intacta toda su fuerza y actualidad